# Куратовская энциклопедия
«Куратовская энциклопедия» — проект ученых Республики Коми (среди них — литературовед и народный поэт Республики Коми А. Е. Ванеев (1933—2001 гг.) 1990-х — начала 2000-х гг.

## История
Энциклопедия должна была стать не только данью памяти основоположнику коми литературы И. А. Куратову ((1839—1875 гг.), но и определённым итогом развития куратоведения за последние 100 лет. Инициатор и автор концепции создания энциклопедии — А. Е. Ванеев.
Работа над тематическим словником была завершена в 1995—1996 гг.
К этому времени литературоведами и представителями культурной общественности республики неоднократно высказывалась идея создания «Куратовской энциклопедии». Среди них — Наталия Васильевна Вулих (1915—2012 гг.). В статье «Нужна ли Куратовская энциклопедия и каковы её задачи?» (1990 г.) Н. В. Вулих представила свои аргументы в пользу воплощения этого замысла: наличие большой группы куратоведов, обширной литературы о поэте и его творчестве, регулярное проведение «Куратовских чтений», действующий музей И. А. Куратова. Все это позволяло подытожить сведения о жизни и творчестве поэта, о культуре его времени, его отношениях с современниками, связи с русской и мировой литературой и выполнить задачу создания энциклопедии.
Планировалось создать малочисленное, но самостоятельное и квалифицированное энциклопедическое ядро (группу), которое будет заниматься только энциклопедией: методические разработки, консультации, сбор написанного материала, систематизация, редактирование. В эту группу включить литературоведов, языковедов, историков Института языка, литературы и истории Коми НЦ УрО РАН, Сыктывкарского государственного университета, Коми педагогического института, сотрудников Литературно-мемориального музея И. А. Куратова.
Для работы над энциклопедией необходимо было привлечь литературоведов из научных и образовательных учреждений Республики Коми, исследователей из других регионов России (Удмуртии, Марий-Эл, Татарстана), известных финно-угроведов Венгрии, Финляндии, Эстонии, Казахстана, Узбекистана, Украины, Беларуси, с которыми А. Е. Ванеев поддерживал связь. Среди них — финские ученые Райя Бартенс и Паула Кокконен, венгерский исследователь, основатель финно-угорского литературоведения Петер Домокош.
Все это казалось достаточным для воплощения задуманной энциклопедии. Общий взгляд А. Е. Ванеева на этот проект вполне отразился в концепции «Куратовской энциклопедии».

## Концепция
Концепция энциклопедии, составленная А. Е. Ванеевым, сохранилась в фондах Научного архива Коми НЦ УрО РАН.
Содержание документа структурно можно разделить на несколько частей: возникновение идеи создания энциклопедии, обоснование актуальности её подготовки и издания, предполагаемая структура энциклопедии и содержание.
Энциклопедия, по мысли ученого, должна стать «подробным, максимально конкретизированным сводом сведений о жизни и творчестве незаурядной личности, о его бытовом, служебном и литературном окружении, о его месте в национальной, российской, мировой культуре».
Заявленные А. Е. Ванеевым разделы энциклопедии предполагали весьма широкий охват жизни и творчества И. А. Куратова, с предельной детализацией.

## Структура
Первые пять разделов — биографические сведения о жизни И. А. Куратова: «Родители и родственники, детство», «Яренск — Вологда — Москва», «Коми край, Усть-Сысольск», «Казань — Семипалатинск», «Туркестан». Здесь следовало представить данные о семье И. А. Куратова, период его обучения в Вологодской духовной семинарии, обстоятельства жизни и службы в Казани, Семипалатинске.
Самая значительная часть энциклопедии отводилась творчеству поэта — «Художественные произведения», «Научные и публицистические статьи и заметки», «Проблемы языка», «Философско-эстетические категории», «Теоретические аспекты (поэтика)». Предполагалось осветить отдельными статьями каждое произведение И. А. Куратова, каждое его высказывание. В разделе «Российские деятели, входившие в круг интересов Куратова», планировалось представить связи поэта с русской литературой, усвоение традиций предшественников: А. С. Пушкина, И. А. Крылова, А. В. Кольцова, М. Ю. Лермонтова, А. А. Фета. Четыре раздела энциклопедии — «Куратоведческие книги», «Куратоведческие статьи и заметки», «Статьи о Куратове в других республиках и за рубежом», «Куратоведы» — призваны были раскрыть важную и объемную тему «Куратоведение». Значение этой части энциклопедии, по расчетам А. Е. Ванеева, состояло в подведении итогов развития куратоведения с 1870-х гг. до конца XX в. Связь образа основоположника коми литературы с художественными явлениями зафиксирована в разделах «Художественные произведения о Куратове», «Куратов и музыка» (статьи о музыкальных произведениях на стихи поэта, о связи его творчества и музыки, композиторах-авторах произведений о Куратове), «Иллюстративный материал» (живописные и скульптурные портреты И. А. Куратова, выполненные художниками Республики Коми, фото мест и зданий, связанных с жизнью поэта, фотопортреты исследователей его творчества).
Завершать энциклопедию должен был раздел «…Имени Куратова», освещающий все проходившие мероприятия, посвященные И. А. Куратову, представляющий учреждения, улицы, названные в честь поэта.
Уход из жизни А. Е. Ванеева в 2001 г. прервал реализацию проекта создания «Куратовской энциклопедии».